# Danila Suchomlinov
Danila Andreevič Suchomlinov (in russo Данила Андреевич Сухомлинов?; Voronež, 31 agosto 2002) è un calciatore russo, centrocampista dello Šinnik in prestito dal Rostov.

## Caratteristiche tecniche
È un centrocampista offensivo.

## Carriera
Debutta fra i professionisti l'8 novembre 2020 giocando con la maglia del Rostov l'incontro di Prem'er-Liga perso 2-0 contro il CSKA Mosca.

## Statistiche
Statistiche aggiornate al 6 marzo 2021.

### Presenze e reti nei club
| Stagione        | Squadra         | Campionato      | Campionato | Campionato | Coppe nazionali | Coppe nazionali | Coppe nazionali | Coppe continentali | Coppe continentali | Coppe continentali | Altre coppe | Altre coppe | Altre coppe | Totale | Totale | Totale |
| Stagione        | Squadra         | Comp            | Pres       | Reti       | Comp            | Pres            | Reti            | Comp               | Pres               | Reti               | Comp        | Pres        | Reti        | Pres   | Reti   |        |
| --------------- | --------------- | --------------- | ---------- | ---------- | --------------- | --------------- | --------------- | ------------------ | ------------------ | ------------------ | ----------- | ----------- | ----------- | ------ | ------ | ------ |
| 2020-2021       | Rostov          | PL              | 3          | 0          | CR              | 0               | 0               |                    | -                  | -                  |             | -           | -           | 3      | 0      |        |
| 2020-2021       | Rostov          | PL              | 4          | 0          | CR              | 0               | 0               |                    | -                  | -                  |             | -           | -           | 4      | 0      |        |
| Totale carriera | Totale carriera | Totale carriera | 7          | 0          |                 | 0               | 0               |                    | -                  | -                  |             | -           | -           | 7      | 0      |        |